# 글뤼크슈타트

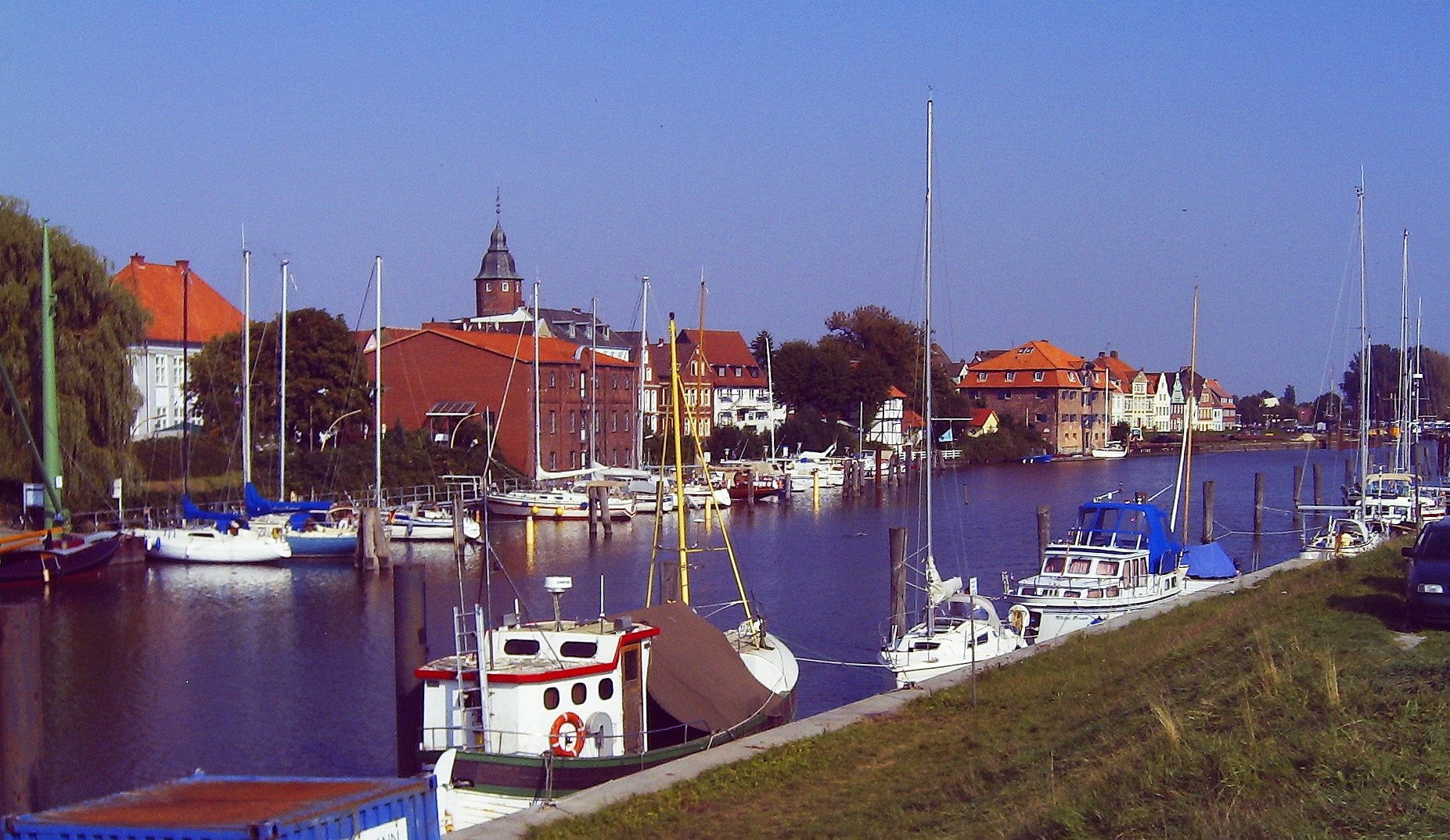
글뤼크슈타트

글뤼크슈타트(독일어: Glückstadt)는 독일 슐레스비히홀슈타인주에 위치한 도시로 면적은 22.76km2, 인구는 11,228명(2015년 12월 31일 기준), 인구 밀도는 490명/km2이다.

시 문장